# Dunlop Conveyor Belting
Dunlop Conveyor Belting (voorheen Dunlop-Enerka) is fabrikant van rubberen transportbanden en is onderdeel van de Michelin-holding. Het hoofdkantoor is gevestigd in Drachten. Naamgever van het bedrijf is John Boyd Dunlop.

## Geschiedenis

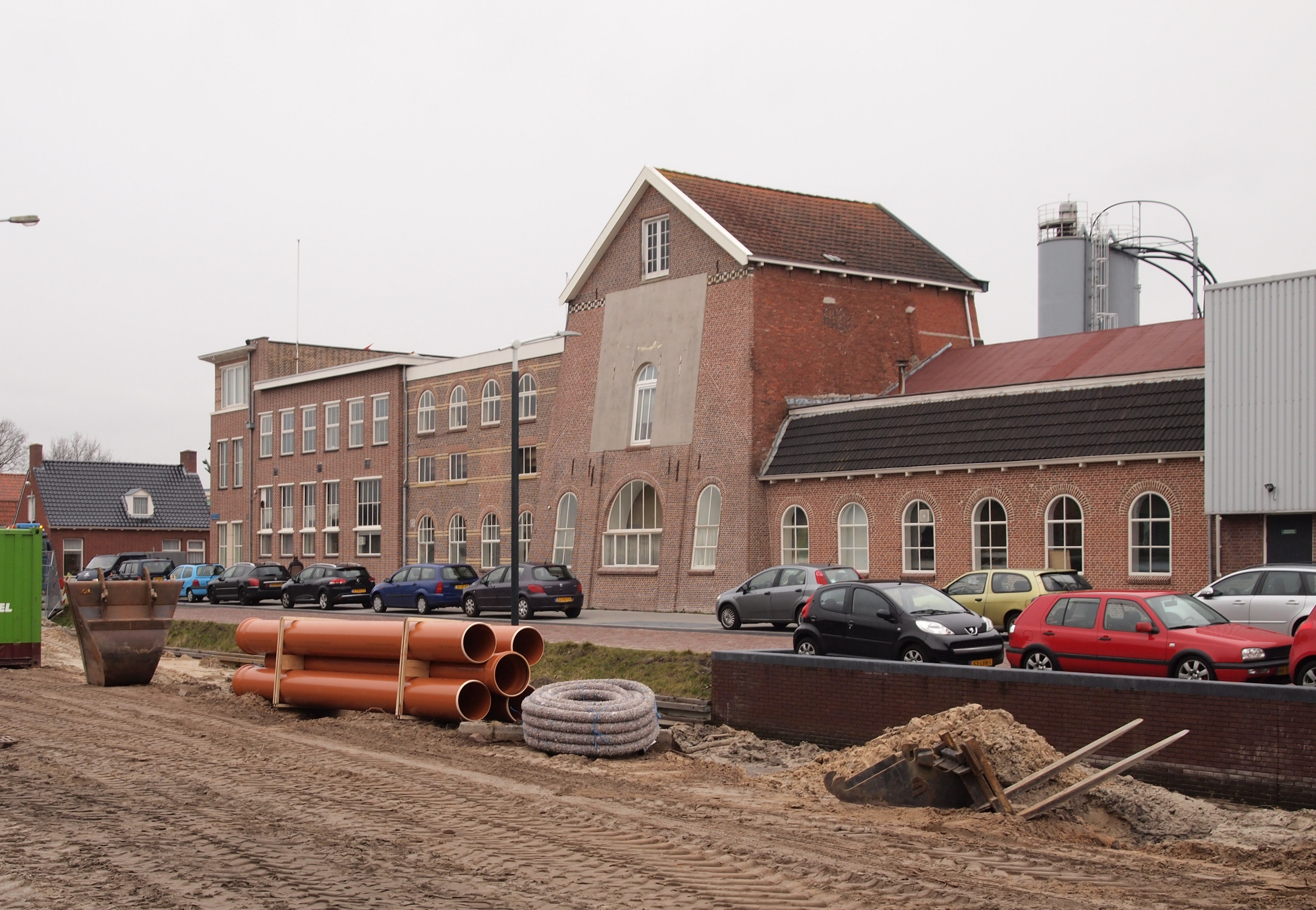
De voormalige molen 'De Nijverheid' is nog te herkennen in de gevel aan het Moleneind.

### Het gebouw
In de merkwaardige gevel van de Dunlopfabriek aan het Moleneind is de vorm van de voormalige molen 'De Nijverheid' nog te herkennen. De stellingmolen werd in 1850 gebouwd in opdracht van kalkbranderijkoopman Johannes Engberts van der Meulen. Uit lijn- en raapzaad dat werd aangevoerd over de Drachtstervaart, werd olie geperst. De restanten van het zaad werd verwerkt tot veekoeken. In 1868 werd de molen door de nieuwe eigenaar Wijtze Oenes van der Meer voorzien van een stoommachine, waardoor de wieken nutteloos werden. Nadat Van der Meer het bedrijf na enkele jaren weer van de hand deed, verwijderden de nieuwe eigenaren - de familie Van der Meij - in 1891 de wieken. Op de ochtend van 31 mei 1903 werd het hele pand door brand verwoest. Het was een van de meest spraakmakende branden in de geschiedenis van Drachten, die op de vrije Eerste Pinksterdag veel publiek trok. Het pakhuis ging volledig verloren, evenals de woning van de machinist. Alleen een hoge schoorsteen en enkele muren van het hoofdgebouw stonden uiteindelijk nog overeind. De laatste restanten zijn nog altijd in de buitenmuur te herkennen.

### Productie van transportbanden
De stoomolieslagerij werd herbouwd en vanaf 1920 werd overgestapt op de fabricage van aandrijfriemen. Als  N.V. Nederlandsche Balata Industrie specialiseerde het bedrijf in Drachten zich in het maken van transportbanden, brandweer- en brandslangen. Balata werd in 1963 overgenomen door Enerka ('Nederlandse Rubber- en Kunststoffenindustrie') en in 1965 volgde overname door Dunlop. Zo ontstond Dunlop-Enerka.
De directie van Balata had vlak na de Tweede Wereldoorlog het Leeuwarder architectenbureau Nieuwland & Van de Vegte opdracht gegeven om op de hoek van de Oliemolenstraat en het Moleneind een nieuw, representatief kantoorpand te bouwen. Het strak vormgegeven, monumentale hoekgebouw in het hart van het eerste naoorlogse industriegebied van Drachten kreeg de voor die tijd kenmerkende stalen ramen. Beide gebouwen van het fabriekscomplex staan op de lijst van gemeentelijke monumenten in Smallingerland.

### Drachtster lederfabriek en latex-industrie

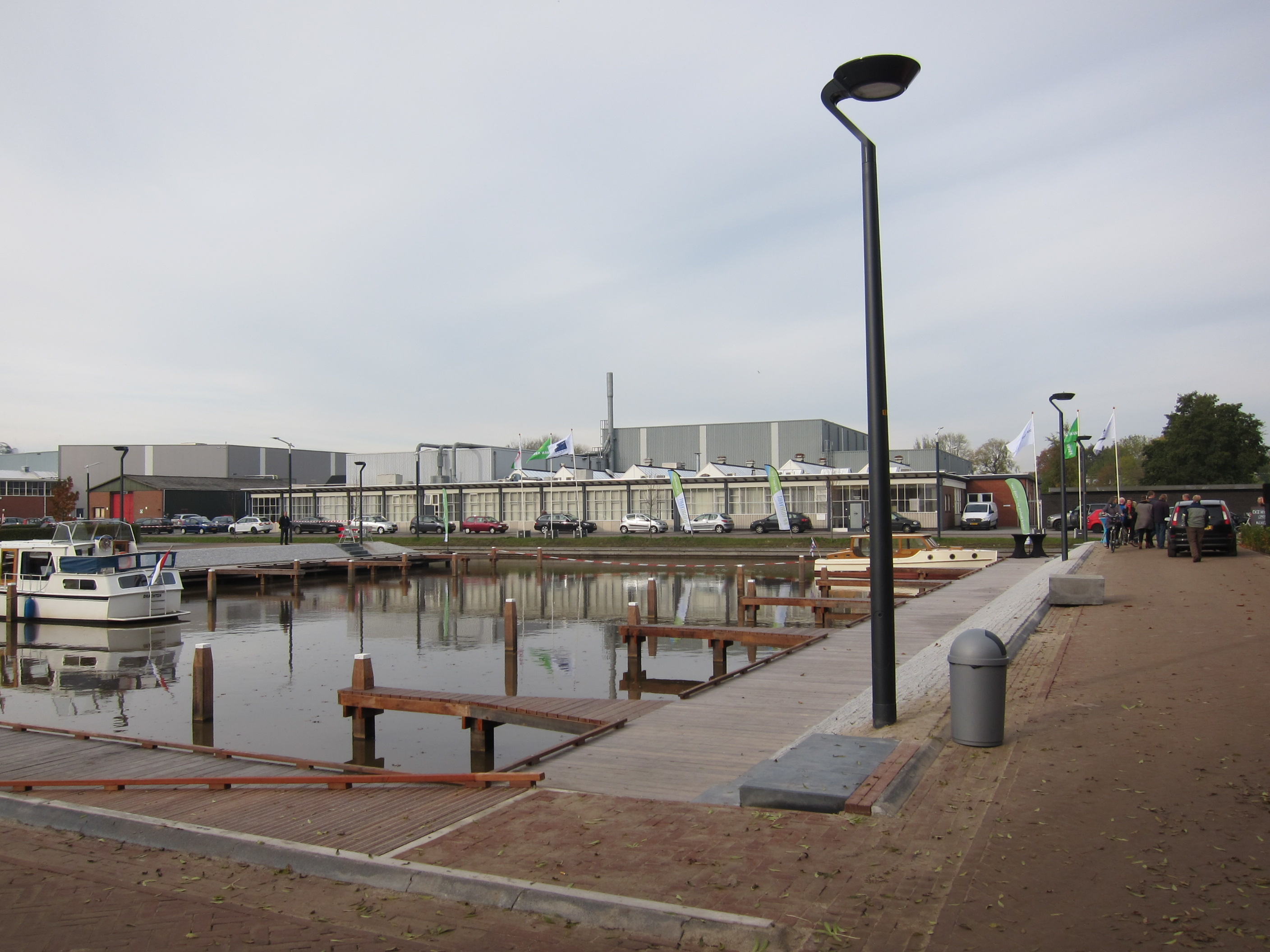
De haven aan de Drachtstervaart. Op de achtergrond het voormalige pand van de Drachtster lederfabriek en latex-industrie.

De 'Drachtster lederfabriek en latex-industrie' stond eveneens aan het Moleneind, iets verderop. Het bedrijf produceerde lederen aandrijfriemen en na de oorlog legde het zich toe op de productie van rubberen transportbanden. In 1955 werd het complex door brand verwoest, de nieuwbouw die er voor in de plaats kwam staat er in 2021 nog. In 1969 werden deze twee bedrijven in dezelfde branche samengevoegd. De fabriek produceert sindsdien transportbanden die over de hele wereld worden geëxporteerd.

### Fenner en Michelin
Sinds 2001 maakt Dunlop Conveyor Belting deel uit van de Britse Fenner-groep, de wereldmarktleider op het gebied van rubberen transportbanden. In 2018 nam de Michelin-holding met hoofdkantoor in Clermont-Ferrand Fenner over met een bod van 1,37 miljoen euro.